# Comté de Muskingum
Pour la rivière, voir Muskingum.
Le comté de Muskingum, en anglais : Muskingum County, est un des 88 comtés de l’État de l’Ohio, aux États-Unis.
Son siège est situé à Zanesville.